# Pomeroy (Washington)
Pomeroy ist eine City in sowie County Seat von Garfield County im US-Bundesstaat Washington. Zum United States Census 2020 hatte Pomeroy 1.389 Einwohner.

## Geschichte
Ein Trail der Nez-Percé-Indianer existierte schon in vorgeschichtlicher Zeit. Die ersten Berichte von Weißen aus der Gegend stammten von der Lewis-und-Clark-Expedition von 1805. Captain Benjamin Bonneville zog ebenfalls durch die künftige Ortslage, als er 1834 im Auftrag der Bundesregierung Vermessungen durchführte. Ein irischer Siedler namens Parson Quinn siedelte sich 1860 gerade östlich des heutigen Pomeroy an und lebte 40 Jahre lang dort. Der Rancher Joseph M. Pomeroy erwarb das Land 1864 und parzellierte den Ort im Mai 1878.
Pomeroy wurde offiziell am 3. Februar 1886 anerkannt. Die Stadt ist trotz heftigen Wettbewerbs mit den Nachbarstädten Pataha und Asotin in den 1880er Jahren seit 1882 der County Seat des Garfield County. Der Kampf um den County Seat sollte 1883 durch beide Kammern (Senat und Repräsentantenhaus) des Washington Territory und über Gouverneur William A. Newell fortgesetzt werden; er erreichte schließlich 1884 den Kongress.
Am 18. Juli 1900 zerstörte ein Brand (trotz einer nach den Bränden von 1890 und 1898 erlassenen städtischen Vorschrift, die Gebäude in Downtown aus feuersicheren Materialien zu errichten) die Hälfte des Geschäftsviertels der kleinen Stadt. Der Wiederaufbau nahm zwei Jahre in Anspruch, da die zerstörten Gebäude durch Steinbauten ersetzt wurden – ein echter Bauboom für die kleine Gemeinde. 1912 stimmte die Stadt für die Ächtung der Herstellung oder des Verkaufs von Alkohol. Diese Prohibition führte schnell zu ungezügeltem Schmuggel und Korruption, welche bis zur Annahme des 21. Zusatzartikels zur Verfassung 1933 andauerte.

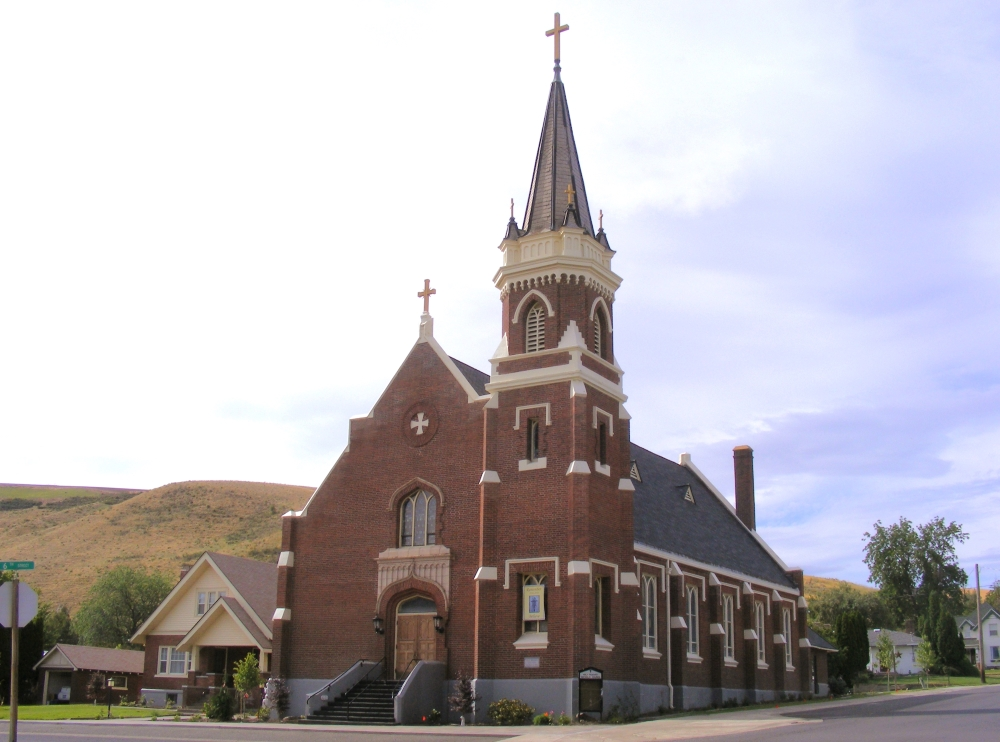
Die katholische Kirche in Pomeroy

Am 21. August 2003 wurde ein Abschnitt von 10 Häuserblocks auf Betreiben des Pomeroy Historic Committee in das National Register of Historic Places aufgenommen.

## Geographie
Nach dem United States Census Bureau nimmt die Stadt eine Gesamtfläche von 4,61 Quadratkilometern ein, worunter keine Wasserflächen sind.

### Klima
Das Klima von Pomeroy ist typisch für die Region, das nach der Klimaklassifikation nach Köppen und Geiger einen Grenzfall zwischen Mittelmeerklima und kontinentalem Mittelmaaerklima (abgekürzt „Csb“ bzw. „Dsb“) darstellt. Vorherrschend sind trockene Sommer mit heißen Nachmittagen und kühlen Morgen und sanften, wenn nicht heftigen Gewittern sowie feuchtere Winter.
|                        | Jan   | Feb   | Mär   | Apr   | Mai   | Jun   | Jul   | Aug   | Sep   | Okt   | Nov   | Dez   |   |        |
| Mittl. Temperatur (°C) | −0,39 | 2,39  | 5,69  | 9,22  | 12,97 | 16,83 | 20,67 | 20,36 | 15,92 | 9,86  | 3,78  | 0,28  | ⌀ | 9,8    |
|                        |       |       |       |       |       |       |       |       |       |       |       |       |   |        |
| Niederschlag (mm)      | 51,56 | 43,43 | 41,40 | 34,29 | 40,39 | 29,21 | 16,00 | 20,83 | 22,10 | 30,23 | 53,09 | 52,32 | Σ | 434,85 |

|  |

|  |

|  |

|  |

|  |

|  |

|  |

|  |

|  |

|  |

|  |

|  |

|  |

|  |

|  |

|  |

|  |

|  |

|  |

|  |

|  |

|  |

|  |

|  |

## Demographie

### Census 2000
Nach der Volkszählung von 2000 gab es in Pomeroy 1.517 Einwohner, 645 Haushalte und 408 Familien. Die Bevölkerungsdichte betrug 329,1 pro km². Es gab 740 Wohneinheiten bei einer mittleren Dichte von 160,5 pro km².
Die Bevölkerung bestand zu 96,37 % aus Weißen, zu 0,53 % aus Indianern, zu 0,4 % aus Asiaten, zu 0,07 % aus Pazifik-Insulanern, zu 1,52 % aus anderen „Rassen“ und zu 1,12 % aus zwei oder mehr „Rassen“. Hispanics oder Latinos „jeglicher Rasse“ bildeten 2,24 % der Bevölkerung.
Von den 645 Haushalten beherbergten 25,3 % Kinder unter 18 Jahren, 51 % wurden von zusammen lebenden verheirateten Paaren, 7,3 % von alleinerziehenden Müttern geführt; 36,7 % waren Nicht-Familien. 33 % der Haushalte waren Singles und 18,1 % waren alleinstehende über 65-jährige Personen. Die durchschnittliche Haushaltsgröße betrug 2,29 und die durchschnittliche Familiengröße 2,92 Personen.
Der Median des Alters in der Stadt betrug 44 Jahre. 25,5 % der Einwohner waren unter 18, 5,6 % zwischen 18 und 24, 20,1 % zwischen 25 und 44, 23,5 % zwischen 45 und 64 und 25,2 65 Jahre oder älter. Auf 100 Frauen kamen 91,1 Männer, bei den über 18-Jährigen waren es 84,9 Männer auf 100 Frauen.
Alle Angaben zum mittleren Einkommen beziehen sich auf den Median. Das mittlere Haushaltseinkommen betrug 28.958 US$, in den Familien waren es 38.750 US$. Männer hatten ein mittleres Einkommen von 32.500 US$ gegenüber 21.118 US$ bei Frauen. Das Pro-Kopf-Einkommen betrug 15.782 US$. Etwa 11,7 % der Familien und 15,1 % der Gesamtbevölkerung lebte unterhalb der Armutsgrenze; das betraf 22,9 % der unter 18-Jährigen und 9,5 % der über 65-Jährigen.

### Census 2010
Nach der Volkszählung von 2010 gab es in Pomeroy 1.425 Einwohner, 642 Haushalte und 401 Familien. Die Bevölkerungsdichte betrug 309,1 pro km². Es gab 723 Wohneinheiten bei einer mittleren Dichte von 156,8 pro km².
Die Bevölkerung bestand zu 94,9 % aus Weißen, zu 0,3 % aus Indianern, zu 1,3 % aus Asiaten, zu 1,3 % aus anderen „Rassen“ und zu 2,2 % aus zwei oder mehr „Rassen“. Hispanics oder Latinos „jeglicher Rasse“ bildeten 3,2 % der Bevölkerung.
Von den 642 Haushalten beherbergten 25,1 % Kinder unter 18 Jahren, 50,8 % wurden von zusammen lebenden verheirateten Paaren, 7,5 % von alleinerziehenden Müttern und 4,2 % von alleinstehenden Vätern geführt; 37,5 % waren Nicht-Familien. 34 % der Haushalte waren Singles und 19,4 % waren alleinstehende über 65-jährige Personen. Die durchschnittliche Haushaltsgröße betrug 2,16 und die durchschnittliche Familiengröße 2,74 Personen.

Der Median des Alters in der Stadt betrug 50 Jahre. 19,6 % der Einwohner waren unter 18, 5,1 % zwischen 18 und 24, 18,6 % zwischen 25 und 44, 32,5 % zwischen 45 und 64 und 24,4 65 Jahre oder älter. Von den Einwohnern waren 47,5 % Männer und 52,5 % Frauen.

## Bildung

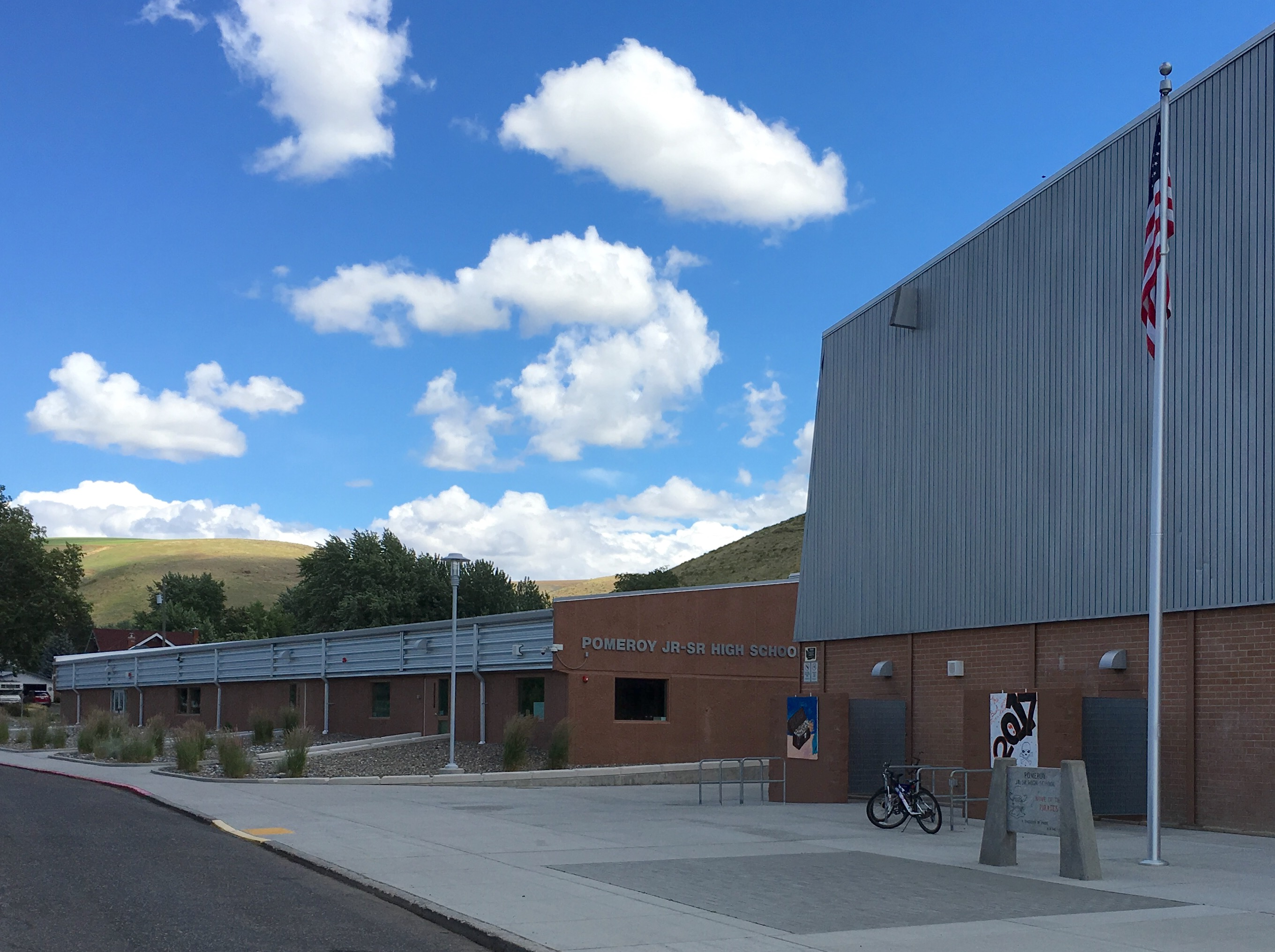
Die Pomeroy Junior/Senior High School (2016)

Schüler in Pomeroy werden vom Pomeroy School District 110 betreut und schließen ihre erweiterte Schulzeit (englisch „secondary school“) an einer öffentlichen Schule an der Pomeroy Junior/Senior High School ab.

## Persönlichkeiten
- Samuel G. Cosgrove (1841–1909), sechster Gouverneur von Washington,[12] lebte zwischen 1882 und 1890 in Pomeroy und wurde mehrfach zum Bürgermeister gewählt
- Elgin V. Kuykendall (1870–1958), Anwalt, Richter und Senator in Washington,[13] wuchs in der Gegend von Pomeroy auf und war sechs Jahre Direktor der Pomeroy High School
- Wayne D. Overholser (1906–1996), Westernautor, geboren in Pomeroy
- Michael P. Malone (1940–1999), Historiker und früherer Präsident der Montana State University, geboren in Pomeroy

## Events
Die folgenden Events werden jährlich von der Pomeroy Chamber of Commerce (Handelskammer) organisiert:
- Pioneer Day & Tumbleweed Festival – am zweiten Wochenende im Juni
- Garfield County Fair – 16.–19. September
- Starlight Parade & Festival of Trees – Parade und Baumfestival am Freitag nach Thanksgiving